# Neuroleon tristichus
Neuroleon tristichus är en insektsart som beskrevs av Navás 1914. Neuroleon tristichus ingår i släktet Neuroleon och familjen myrlejonsländor. Inga underarter finns listade i Catalogue of Life.